# Museo della moda di Anversa
Il museo della moda di Anversa (anche chiamato MoMu) è un istituto belga  ubicato nel complesso Modenatie ad Anversa. È stato inaugurato nel 2002.
Il museo raccoglie, conserva, studia e mostra la moda belga. Il museo è particolarmente orientato sui creatori di moda belgi contemporanei grazie ad un gruppo di stilisti chiamato “i Sei di Anversa” (Walter Van Beirendonck, Ann Demeulemeester, Dries van Noten, Dirk Van Saene, Dirk Bikkembergs, Marina Yee) e formato durante gli anni 1980 e 1990, per lo più diplomati all'Accademia della moda di Anversa.
La prima direttrice del museo è stata Linda Loppa, che fu anche la fondatrice e direttrice della Scuola di moda dell'Accademia reale di belle arti di Anversa. L'attuale direttore del museo è Kaat Debo.
Il MoMu è uno dei ventidue partner che contribuisce al progetto European Fashion.